# Джадд, Фрэнк Ашкрофт
Фрэнк Ашкрофт Джадд, Достопочтенный Лорд Джадд (англ. Frank Ashcroft Judd, The Right Honourable The Lord Judd; 28 марта 1935, Саттон, графство Суррей — 18 апреля 2021) — британский политик, член Лейбористской партии.

## Биография
Окончил Школу Лондонского Сити, выпускник Лондонской школы экономики.
В 1951 году вступил в Лейбористскую партию Великобритании.
Был активным участником международных студенческих организаций: Президентом Студенческой ассоциации Организации Объединённых Наций (англ. United Nations Student Association) и членом Исполнительного комитета Международного студенческого движения ООН (англ. International Student movement in the UN).
Баллотировался на всеобщих выборах 1959 года в родном округе, но проиграл. Для того, чтобы стать кандидатом, добился досрочного завершения службы в Королевских ВВС.
Несмотря на службу в Королевских ВВС, в 1960 году был принят в качестве Генерального секретаря в Международную добровольческую службу (англ. International Voluntary Service), британское подразделение Международной гражданской службы (англ. Service Civil International). Его работа совпала с расширением влияния организации. Так, в 1959 году Международная добровольческая служба курировала только 12 проектов за пределами Великобритании, а в 1966 году — 120 проектов. В 1966 году покинул Международную добровольческую службу и начал политическую карьеру.
В 1966 году избран в палату общин, где продолжил оказывать поддержку развивающимся странам. С 1976 года — глава департамента помощи развивающимся странам. В 1977—1979 годах — замминистра иностранных дел. С 1985 года по 1991 год — директор крупнейшей Британской благотворительной организации Оксфам. Её целью является решение проблем бедности и несправедливости во всем мире.
В 1991 году по получил личный пожизненный ненаследственный титул барона Портси, графства Гэмпшир, и получил право на членство в палате лордов. В верхней палате парламента был членом Объединенного комитета по правам человека.
В 1997—2005 годах — член парламентской делегации Британии в ПАСЕ. С 1998 года — член комитета ПАСЕ по проблемам миграции, беженцев и демографическим вопросам. В 1999 и 2010 году посещал Чечню в составе делегации ПАСЕ, был автором ряда докладов по чеченской проблеме.
С 1961 года женат на Кристине Элизабет Виллингтон, в браке родились двое дочерей: Элизабет (род. 1967) и Филиппа (род. 1969).